# Могильовська хроніка
Могильовська хроніка (біл. Магілёўская хроніка), або Хроніка Сурти-Трубницьких — міська хроніка міста Могильова, яка створювалася впродовж з XVII по XIX століття і охоплює період з 1526 по 1856 рік. Є важливим джерелом з історії соціально-політичного, економічного та культурного життя Могильова протягом декількох століть.
Його склали в Могильові протягом XVIII—XIX століть купецький староста Трохим Романович Сурта (до 1701 року) та регент канцелярії Юрій Трубницький (1709—1747), після чого літопис був продовжений його сином Олександром (1747—1788) та онуком Михайлом. Останній і єдиний запис Івана Михайловича Трубницького про бурю ввечері 17 березня 1864 року завершує літопис.

## Історія написання
У 1693 році могилівським купецьким старостою Трохимом Романовичем Суртою був складений перший літопис, в якому наводилися події з 1526 року, пізніше Трохим Сурта продовжив свій твір до 1701 року.
Продовжувачем його справи виступив регент міської канцелярії Юрій Трубницький, який доповнив літопис відомостями з 1701 по 1746 роки. Далі продовжили роботу над твором син Юрія Трубницкого Олександр і онук Михайло, які довели зміст літопису до 1856 року.
Могильовська хроніка написана польською мовою, події 1841—1856 років викладаються російською мовою. Найбільшу історичну цінність має частина, написана першими двома хроністами, яка збереглася як рукопис, датований 1747 роком (листи цього рукопису з записами за 1705 і 1710—1744 роки втрачені).
За джерела інформації для авторів служили різні літописні записи і свідчення очевидців, матеріали Могильовського архіву, відомості з хронік Алессандро Гваньїні та Мацея Стрийковського, Київський синопсис і власні спостереження.

## Зміст
Перший (ненумерований) аркуш хроніки містить напис польською мовою, зроблений близько середини XIX століття Михайлом Трубницьким. У перекладі видавця хроніки Миколи Улащика напис свідчить: «Хроніка, написана моїм дідом Юрієм Трубницьким, колишнім регентом Могильовського міського магістрату, що відбувалося в місті Могилеві при його пам'яті, так само виписане з інших літописців». Над цим написом інша російською мовою: «З книг Михайли Трубницького». Титульний лист оформлений рамкою у вигляді арки з двома колонами, на думку Миколи Улащика, виконаної грубо. Заголовок, також в перекладі Улащика з польського, говорить: «Хроніка. Ця книга його милості пана Олександра Трубницького. Списано Юрієм Трубницьким, регентом Могильовської міської канцелярії, в 1747 році 30 липня з різних істориків, а частково зі своєї пам'яті, щоб зберегти в пам'яті, що відбувалося в місті Могильові і в різних [інших] містах, які вторгнення, війни та інші події [відбувалися]. Все це без обману записано, як було насправді, і прийдешньому сторіччю до відома подано в 1747 році».
До складу хроніки також включений ряд літературних творів першої половини XVIII століття: пасквіль у віршах польського кардинала Радзієвського, алегорична сатира «Карнавал іноземний в Польщі» та інші твори. Хроніка складається з коротких щорічних записів і розгорнутих оповідань про важливі історичні події та окремі моменти з життя описуваних осіб. Записи за 1700—1721 роки відображають важкий стан міста під час Великої північної війни, автори створюють образи Петра і, Карла XII, Олександра Меншикова, Івана Мазепи та інших дійових осіб конфлікту. На сторінках хроніки місцями видно критичне ставлення до феодалів і міської буржуазії, співчуття по відношенню до бідних, ненависть до чужоземних загарбників (особливо в частині, написаній Юрієм Трубницьким). Автори, значною мірою полонізовані білоруські міщани, не втратили зв'язку з народними традиціями та білоруською культурною спадщиною. Багато відомостей хроніки є унікальними.

## Подальша доля
У 1887 році короткий варіант хроніки був надрукований в перекладі на російську мову. Як зазначає Микола Улащик, в цьому виданні текст, написаний Трохимом Суртою і Юрієм Трубницьким, помилково приписаний Олександру і Михайлу Трубницьким. Ця ж частина в оригінальному написанні була видана Миколою Улащиком в XXXV томі «Повного зібрання руських літописів». Зберігається в Рукописному відділі Російської національної бібліотеки в Санкт-Петербурзі.

## Видання
- Хроника белорусского города Могилева. Собранная и писанная Александром Трубницким, регентом Могилевской магдебургии, во второй половине XVIII в., а в первой половине XIX в. продолженная его сыном губернским секретарем Михаилом Трубницким. Переведена с польского подлинника и снабжена предисловием, примечаниями и приложением Н. Гортынским // Чтения в Обществе истории и древностей российских. — М., 1887. — Кн. 3. — Отд. 1. — С. 1-142.
- Могилевская хроника Т. Р. Сурты и Ю. Трубницкого [Архівовано 10 серпня 2020 у Wayback Machine.] // Полное собрание русских летописей. — Т. 35. — М.: Наука, 1980. — С. 239—281.